# Beautiful Eyes
Beautiful Eyes je drugi EP ameriške country pevke in tekstopiske Taylor Swift. EP je založba Big Machine Records izdala 15. julija 2008 ekskluzivno za trgovine Wal-Mart v Združenih državah Amerike in na spletu. Omejena izdaja EP-ja Beautiful Eyes je primarno v stilu country-popa in vsebuje alternativne verzije pesmi iz njenega prvega glasbenega albuma, Taylor Swift (2006) ter dve originalni pesmi, naslovljeni kot »Beautiful Eyes« in »I Heart ?«, pesmi, ki jih je napisala že prej; DVD, ki vsebuje videospote singlov iz albuma Taylor Swift, je izšel skupaj z EP-jem.
Beautiful Eyes je dosegel deveto mesto na lestvici U.S. Billboard 200 in prvo mesto na Billboardovi lestvici Top Country Albums chart, kjer je nasledil prvi glasbeni album Taylor Swift. Pesem »I Heart ?« je izšla kot promocijski singl v juniju 2008. EP niso dosti promovirali, vendar je Taylor Swift s pesmijo »Beautiful Eyes« nastopila na mnogih prireditvah.

## Ozadje
Taylor Swift je prejela veliko uspeha za svoj prvi glasbeni album Taylor Swift (2006) in začela delati na njenem drugem glasbenem albumu, Fearless (2008) v letu 2007. Med tem časom je prejela mnogo e-sporočil oboževalcev, ki so povpraševali po novih projektih. Taylor Swift je njihove želje izpolnila z izdajo EP-ja Beautiful Eyes: »Menila sem, da jih bo to do izida naslednjega albuma v jeseni pomirilo.«
Beautiful Eyes ima glasbeni stil countryja in popa. Vključuje nove verzije pesmi iz albuma Taylor Swift: alternativno verzijo pesmi »Should've Said No«, petega singla iz albuma, akustično verzijo singla »Teardrops on My Guitar«, drugega singla iz albuma, radijsko verzijo pesmi »Picture to Burn«, četrtega singla iz albuma in »I'm Only Me when I'm with You«, promocijskega singla albuma. EP vključuje tudi dve originalni pesmi, »Beautiful Eyes« in »I Heart ?«, ki ju je prej napisala v letu 2003. EP-jev DVD vključuje videospote singlov iz albuma Taylor Swift ter videospot za pesem »Beautiful Eyes«, sestavljen iz fotomontaž fotografij iz zabave za osemnajsti rojstni dan Taylor Swift.
Taylor Swift ni želela nobene promocije za EP Beautiful Eyes, kot tudi ni želela promocije za album in nato sodelovala z ameriško družbo Wal-Mart za izid EP-ja. Album je bil na voljo v vseh trgovinah Wal-Mart in na Wal-Martovi spletni strani. Poleg tega je EP izšel v omejeni izdaji, saj Taylor Swift založbi Big Machine Records ni dovolila proizvesti več kot le določeno količino kopij EP-ja. Dejala je: »Moji založbi dovolim izdati le majhno količino le-teh. Zadnja stvar, ki si jo želim je, da boste menili, da izdajam preveč projektov.«

## Dosežki na lestvicah
Ob koncu tedna 2. avgusta 2008 je EP Beautiful Eyes dosegel deveto mesto na lestvici Billboard 200 za 45.000 kopij. EP je na lestvici Billboard 200 ostal dvajset tednov. Istega tedna je Beautiful Eyes dosegel prvo mesto na lestvici Top Country Albums, kjer je Taylor Swift nasledila svoj lastni album, Taylor Swift, ki je pred tem kraljeval na lestvici. Taylor Swift je postala prva glasbenica, katere dva albuma sta pristala na prvih dveh mestih lestvice Top Country Albums od LeAnn Rimes, katere albuma Blue (1996) in Unchained Melody: The Early Years (1997) sta v letu 1997 pristala na prvih dveh mestih lestvice. V naslednjem tednu je EP pristal na drugem mestu lestvice Top Country Albums in tam preživel še naslednjih osemindvajset tednov.

## Promocija
Pesem »I Heart ?« je 23. junija 2008 izšla kot promocijski singl iz albuma Beautiful Eyes. Taylor Swift je pesem Beautiful Eyes promovirala minimalno, saj ni želela pritegniti preveč pozornosti še pred izidom drugega glasbenega albuma, vendar je s pesmijo »Beautiful Eyes« nastopila na mnogih prireditvah. Prvič je s pesmijo »Beautiful Eyes« nastopila 23. januarja 2005 na NAMM Show iz leta 2005, letni glasbeni prireditvi v Anaheimu, Kalifornija v centru Anaheim Convention Center. Na nastopu je Taylor Swift nosila rdečo bluzo in modre kavbojke, kjer je nastopila z akustično kitaro, med tem ko je sedela na barskem stolčku. Pesem »Beautiful Eyes« je Taylor Swift kasneje izvedla na snemanju projekta Stripped 5. avgusta 2008; nosila je črno obleko z eno naramnico, v ozadju pa je nastopil band, ona sama pa je igrala na akustično kitaro.

## Seznam verzij

### Standardna verzija
Standardna verzija albuma Beautiful Eyes vključuje dva diska: CD s pesmimi in DVD z videospoti.
| CD              | CD                                           | CD                                           | CD      |
| Št.             | Naslov                                       | Pisec                                        | Dolžina |
| --------------- | -------------------------------------------- | -------------------------------------------- | ------- |
| 1.              | „Beautiful Eyes‟                             | Taylor Swift                                 | 2:59    |
| 2.              | „Should've Said No‟ (alternativna verzija)   | Swift                                        | 3:45    |
| 3.              | „Teardrops on My Guitar‟ (akustična verzija) | Swift, Liz Rose                              | 2:56    |
| 4.              | „Picture to Burn‟ (radijska verzija)         | Swift, Rose                                  | 2:55    |
| 5.              | „I'm Only Me when I'm with You‟              | Swift, Robert Ellis Orrall, Angelo Petraglia | 3:33    |
| 6.              | „I Heart ?‟                                  | Swift                                        | 3:17    |
| Skupna dolžina: | Skupna dolžina:                              | Skupna dolžina:                              | 19:25   |

| DVD             | DVD                                                                                     | DVD     |
| Št.             | Naslov                                                                                  | Dolžina |
| --------------- | --------------------------------------------------------------------------------------- | ------- |
| 1.              | „Beautiful Eyes‟                                                                        | 2:57    |
| 2.              | „Picture to Burn‟                                                                       | 3:32    |
| 3.              | „I'm Only Me When I'm with You‟                                                         | 3:39    |
| 4.              | „Tim McGraw‟                                                                            | 3:52    |
| 5.              | „Teardrops on My Guitar‟ (pop radijski remiks)                                          | 3:38    |
| 6.              | „Ustvarjanje videospota za pesem 'Picture to Burn'‟                                     | 22:06   |
| 7.              | „Intervju z novim ustvarjalcem Great American Country-ja‟                               | 14:45   |
| 8.              | „Should've Said No‟ (nastop v živo na podelitvi nagrad Academy of Country Music Awards) | 4:33    |
| Skupna dolžina: | Skupna dolžina:                                                                         | 59:02   |

## Dosežki in procesija

### Dosežki
| Lestvica (2008)         | Dosežek |
| ----------------------- | ------- |
| U.S. Billboard 200      | 9       |
| U.S. Top Country Albums | 1       |

### Dosežki ob koncu leta
| Lestvica (2008)    | Dosežek |
| ------------------ | ------- |
| U.S. Billboard 200 | 192     |

### Ostali pomembnejši dosežki
| Predhodnik: Taylor Swift od Taylor Swift | U.S. Billboard Top Country Albums - album na prvem mestu 2. avgust 2008 | Naslednik: Love on the Inside od Sugarlanda |

## Ostali ustvarjalci
- Scott Borchetta - producent
- Nathan Chapman - producent
- Robert Ellis Orrall - producent
- Taylor Swift - glavni ustvarjalci